# Кингстаун (Северна Каролина)
Кингстаун (енгл. Kingstown) град је у америчкој савезној држави Северна Каролина.

## Демографија
По попису из 2010. године број становника је 681, што је 164 (-19,4%) становника мање него 2000. године.
| Група             | 2000.       | 2010.       |
| Белци             | 37 (4,4%)   | 53 (7,8%)   |
| Афроамериканци    | 784 (92,8%) | 607 (89,1%) |
| Азијати           | 10 (1,2%)   | 6 (0,9%)    |
| Хиспаноамериканци | 12 (1,4%)   | 7 (1,0%)    |
| Укупно            | 845         | 681         |